# .je
دامنه اینترنتی ‎.je‎ یک دامنه سطح بالای کد کشوری (ccTLD) است که به جزیره جرسی اختصاص داده شده است. جرسی یکی از جزایر واقع در کانال مانش است که تحت حاکمیت بریتانیا قرار دارد، اما در عین حال از نظر اداری خودمختار است. این دامنه به‌طور ویژه برای استفاده در این جزیره طراحی شده و به کسب‌وکارها، سازمان‌ها و افراد محلی امکان می‌دهد که با استفاده از این دامنه به نوعی هویت منطقه‌ای خود را به نمایش بگذارند.
علاوه بر این، دامنه ‎.je‎ در میان کسب‌وکارها و وب‌سایت‌های مرتبط با جرسی به عنوان راهی برای برجسته کردن ارتباطات محلی و ارتقاء خدمات و محصولات مرتبط با این جزیره استفاده می‌شود. این دامنه همچنین در حوزه‌های مختلف مانند گردشگری، امور مالی و سازمان‌های محلی مورد استفاده قرار می‌گیرد تا جرسی را به‌عنوان یک مقصد یا مرکز مالی معتبر به مخاطبان معرفی کند.